# Museu do Piauí
O Museu do Piauí é um museu brasileiro criado e mantido pelo governo do estado do Piauí. Fundado em 1995 pelo ex-vice governador do Piauí Osmar Junior.

## História
Foi criado em 1934, a princípio era uma seção do Arquivo Público do Estado do Piauí e em 1980 foi instalado no sobrado do antigo palácio do governo do Piauí. Em 1999 recebeu a denominação Museu do Piauí "Odilon Nunes" em homenagem a esse historiador piauiense.
O edifício foi construído em 1859 como residência de um particular e posteriormente lá funcionou o Palácio do Governo e a sede do judiciário do estado. Foi restaurado através de convênio com a então secretaria de planejamento da Presidência da República, em 1980. Na ocasião o acervo do museu foi organizado pela Fundação Joaquim Nabuco e inaugurado como Museu do Piauí em 22 de dezembro de 1980, quando o Wilson de Andrade Brandão geria a Secretaria da Cultura do Piauí.
Existe a Associação de Amigos do Museu do Piauí, entidade constituída por pessoas da sociedade, com afinidades voluntárias em prol da construção de ações que beneficiem o museu. A associação foi criada em 1981 por iniciativa de Mirian Portela, então primeira-dama do estado e da professora Lourdinha Brandão.

## Lista de ex-diretores
Dentre seus ex-diretores, constam:
- Walda Maria Neiva de Moura Santos Leite, 1981-82[6]
- Maria Dora de Oliveira Medeiros Lima, atual[7]

## Divisões
O Museu do Piauí divide o acervo nas seguintes salas.
- Sala Terra Molhada
- Sala Homem Homem
- Sala Colônia
- Sala Império
- Sala República Velha
- Sala República Nova
- Sala Arte Sacra
- Sala Arte popular
- Sala Rádio
- Sala Heráldica
- Sala Numismática
- Sala Pinacoteca
- Pátio, com cenário de fazendas e com o ático da da Câmara Municipal de Parnaíba com o Brasão do Império do Brasil na frontaria portical.